# Nothing To Lose
『Nothing To Lose』（ナッシング・トゥ・ルーズ）は、1984年11月21日に発売されたレベッカの2枚目のアルバム。

## 概要
キャッチコピーは「レベッカは今、すべてを賭けてロックする!LP第2弾炸裂!!
失って惜しいものは何もない。ただ恐いのは何をするかわからない自分だけ…」。
6曲しか収録されていないため、当時LPの値段は1500円だった。
このアルバムを最後に、木暮武彦と小沼達也の2人が脱退した

## 収録曲
- 全作詞：NOKKO（特記以外）、作曲：木暮武彦（特記以外）、編曲：レベッカ

1. ヴァージニティー
作詞：宮原芽映 作曲：土橋安騎夫
  - 当アルバムと同時発売。シングル曲としては初めて土橋が作曲を担当した。
2. 怒りの金曜日
作詞：NOKKO・有川正沙子
3. Precious Star
4. 結接蘭 破接蘭 (KE・SE・RUN PA・SE・RUN)
5. STEFANIE
6. Nothing To Lose

## 参加ミュージシャン
- NOKKO : VOCAL
- TAKEHIKO KOGURE : E.Guitar,A.Guitar,Chorus
- NORIYUKI TAKAHASHI : E.Bass,Synthesizers,Bass,Chorus
- TATSUYA KONUMA :Drums,Chorus
- AKIO DOBASHI : Synthesizners,Chorus
- KOHICHI HIRAI : E.Guitar
- KOJI YAMADA : E.Bass
- MASAO SEKI : E.Bass